# Kecses orbáncfű
A kecses orbáncfű (Hypericum pulchrum) a Malpighiales rendjébe, ezen belül az orbáncfűfélék (Hypericaceae) családjába tartozó faj.

## Előfordulása
A kecses orbáncfű előfordulási területe Nyugat-Európa és Közép-Európa nyugati részén található meg. A következő országokban és térségekben őshonos: Ausztria, Belgium, Csehország, Dánia, Feröer, Franciaország, Hollandia, Írország, az egykori jugoszláv államok, Lengyelország, Nagy-Britannia, Németország, Norvégia, Portugália, Spanyolország, Svájc, Svédország és Szlovákia. Korábban Olaszországban is őshonos volt, de onnan kiirtották. Új-Zélandra betelepítették.

## Megjelenése
A kecses orbáncfű 20-60 centiméter magas, finom termetű, karcsú évelő növény, kopasz, kerek, felálló szárral. Felül zöld, fonákja kékeszöld, széles, szíves vállú, háromszög alakú levelei ülők, félig szárölelők, lemezük áttetszően pontozott, szélükön fekete mirigypontok azonban nem találhatók. Aranysárga, kívül vöröses virágai laza, megnyúlt bugavirágzatban helyezkednek el. A csészelevelek fordított tojás alakúak, igen tompa csúcsúak, finoman pontozottak, szélükön mirigyrojtosak. Nagyszámú porzói csoportba rendeződtek.

## Életmódja
A kecses orbáncfű szárazabb lomb-, tűlevelű és elegyes erdők, főleg azok napos részei: vágások, erdei utak, de cserjésekben és fenyéreken is előfordul. A mészben és tápanyagban szegény, savanyú homok- vagy vályogtalajokat kedveli. A talajfelszín elsavanyodását jelzi.
A virágzási ideje július–szeptember között van.

## Képek

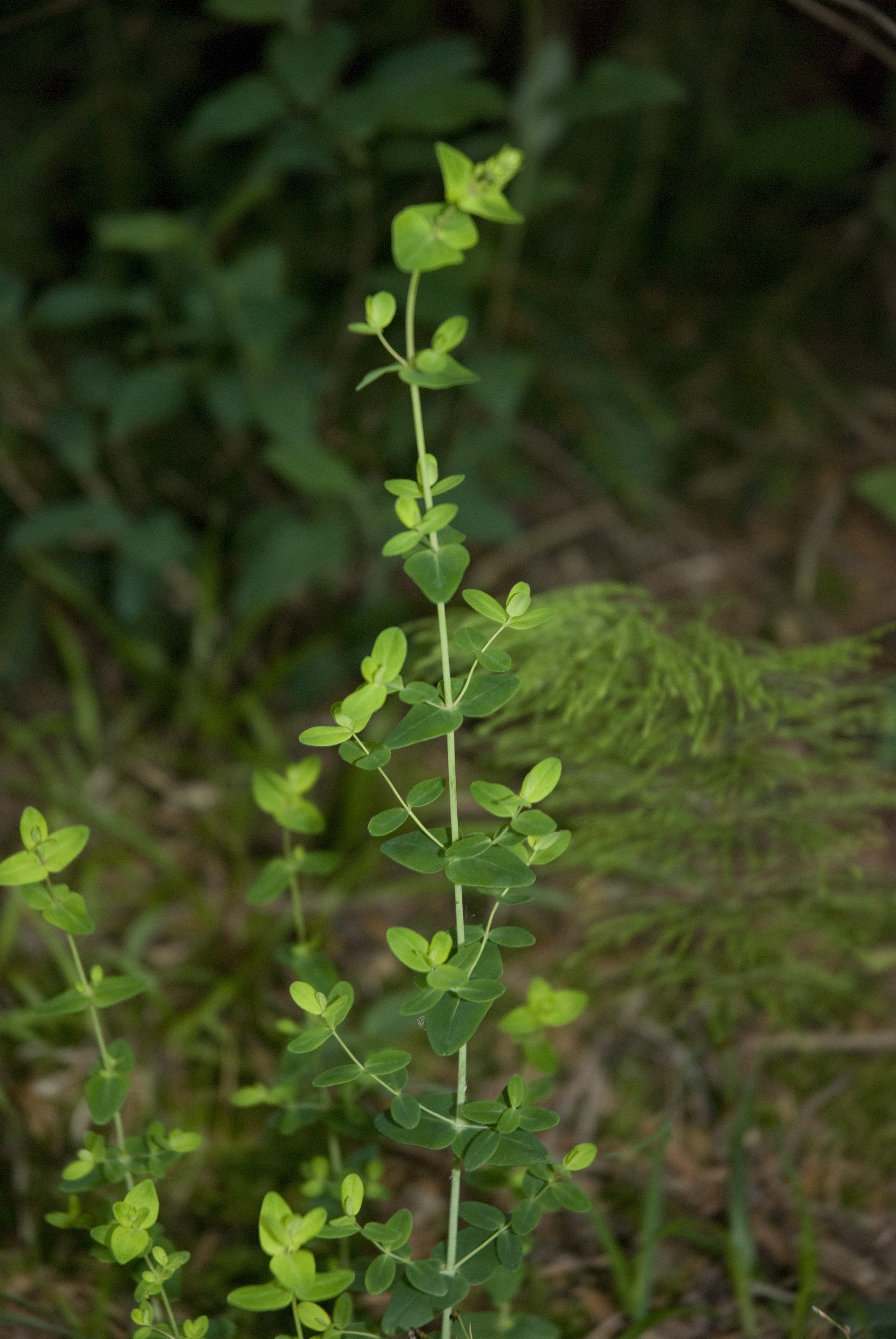
Fiatal növény
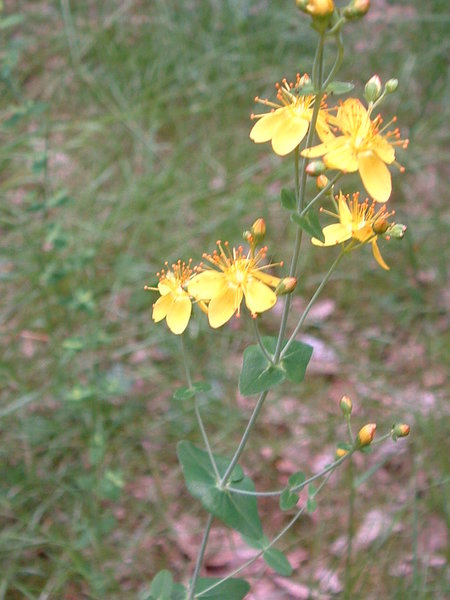
Virágai és levelei
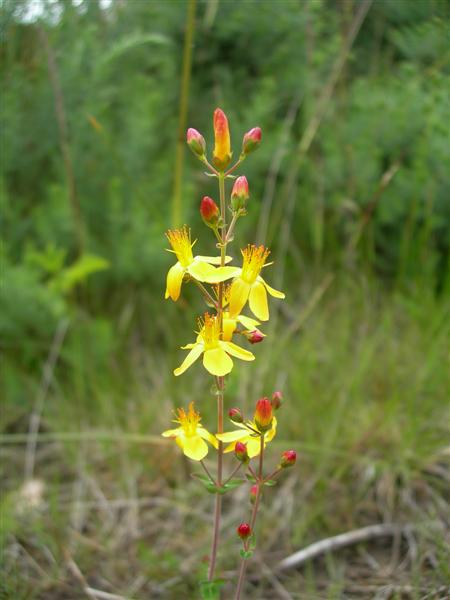
Vörösebb virágok és bimbók
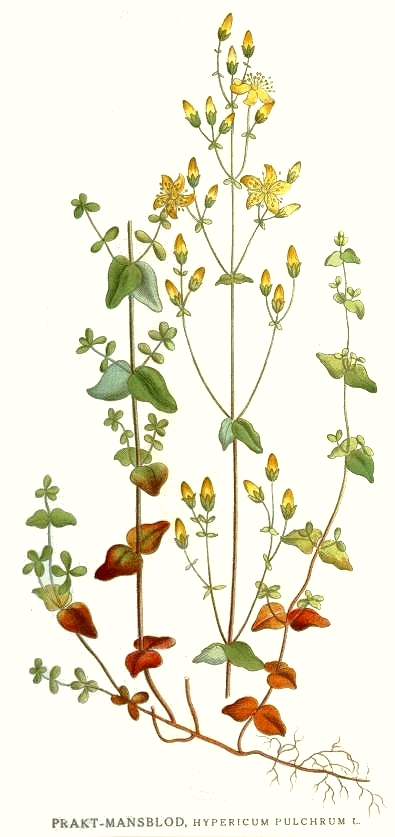
Rajz a növényről